# Carapoia rheimsae
Carapoia rheimsae är en spindelart som beskrevs av Huber 2005. Carapoia rheimsae ingår i släktet Carapoia och familjen dallerspindlar. Inga underarter finns listade.